# Distretto di Proszowice
Il distretto di Proszowice (in polacco powiat proszowicki) è un distretto polacco appartenente al voivodato della Piccola Polonia.

## Geografia antropica

### Suddivisioni amministrative
Il distretto comprende 6 comuni.
- Comuni urbano-rurali: Proszowice
- Comuni rurali: Koniusza, Koszyce, Nowe Brzesko, Pałecznica, Radziemice